# Echinopogon
Echinopogon je rod trava smješten u podtribus Echinopogoninae, dio tribusa Poeae. Sastoji se od 7 vrsta trajnica iz Nove Gvineje, Australije i Novog Zelanda. Tipična vrsta je Echinopogon ovatus (G. Forst.) P. Beauv., poznata u Australiji kao “ježeva trava”.

## Vrste
1. Echinopogon caespitosus C.E.Hubb.
2. Echinopogon cheelii C.E.Hubb.
3. Echinopogon intermedius C.E.Hubb.
4. Echinopogon mckiei C.E.Hubb.
5. Echinopogon nutans C.E.Hubb.
6. Echinopogon ovatus (G.Forst.) P.Beauv.
7. Echinopogon phleoides C.E.Hubb.

## Sinonimi
- Hystericina Steud.; Syn. Pl. Glumac. 35 (1855)